# Pseudanthias cichlops
Pseudanthias cichlops es una especie de peces de la familia Serranidae en el orden de los Perciformes.

## Morfología
• Los machos pueden llegar alcanzar los 9,5 cm de longitud total.

## Hábitat
Es un pez  de mar de clima tropical y asociado a los  arrecifes de coral que vive entre 20-40 m de profundidad.

## Distribución geográfica
Se encuentra al sur del Japón y el Índico.